# Прейсс, Гуго
Гуго Прейсс (Хуго Пройс, нем. Hugo Preuß; 28 октября 1860, Берлин — 9 октября 1925, там же) — немецкий юрист, приверженец либеральных взглядов, отец Веймарской конституции. Рейхсминистр внутренних дел в правительстве Филиппа Шейдемана.

## Биография
Прейсс родился в семье еврейского коммерсанта. С 1879 года изучал юриспруденцию в Берлинском и Гейдельбергском университетах. В 1883 году сдал первый государственный экзамен и в том же году защитил кандидатскую диссертацию на юридическом факультете Гёттингенского университета по римскому праву. В 1889 году получил должность доцента в Берлинском университете. В 1906 году получил профессуру в новой Высшей торговой школе Берлина, а в 1918 году стал её ректором.
Как и его учитель Отто фон Гирке, Прейсс был сторонником органической и кооперативной теорий происхождения государства. Его идеалом в вопросах самоуправления был прусский реформатор Генрих Фридрих Карл фон Штейн. В 1895 году Прейсс был избран от либералов в берлинское городское собрание, с 1910 по 1918 годы был почётным советником берлинского магистрата. В 1918 году Прейсс стал соучредителем Немецкой демократической партии. В 1919-1925 годах избирался в Прусское земельное собрание и прусский ландтаг. В составе Прогрессивной народной партии относился к её левому крылу. После Ноябрьской революции 15 ноября 1918 года Прейсс был назначен статс-секретарём имперского ведомства внутренних дел с поручением разработать проект имперской конституции. Совет народных уполномоченных также рассматривал на эту должность кандидатуру Макса Вебера, но отказался от этого назначения, очевидно, из-за неприятия Вебером революции. Прейсс в свою очередь находился под влиянием теории парламентаризма Роберта Редслоба. Проект конституции, предложенный Прейссом 3 февраля 1919 года, был отвергнут после резкой критики со стороны консерваторов за свою близость к Конституции Паульскирхе, а не прусской конституции 1848-1850 годов.
В правительстве Филиппа Шейдемана Прейсс занимал пост рейхсминистра внутренних дел с февраля по июнь 1919 года.
Позднее национал-социалисты использовали еврейское происхождение Прейсса для дискредитации Веймарской республики и её конституции как «антинемецких».
С 2005 года имя Гуго Прейсса носит новый мост в строящемся правительственном квартале германской столицы.

## Основные труды
- Gemeinde, Staat, Reich, 1889
- Stadt und Staat, 1909

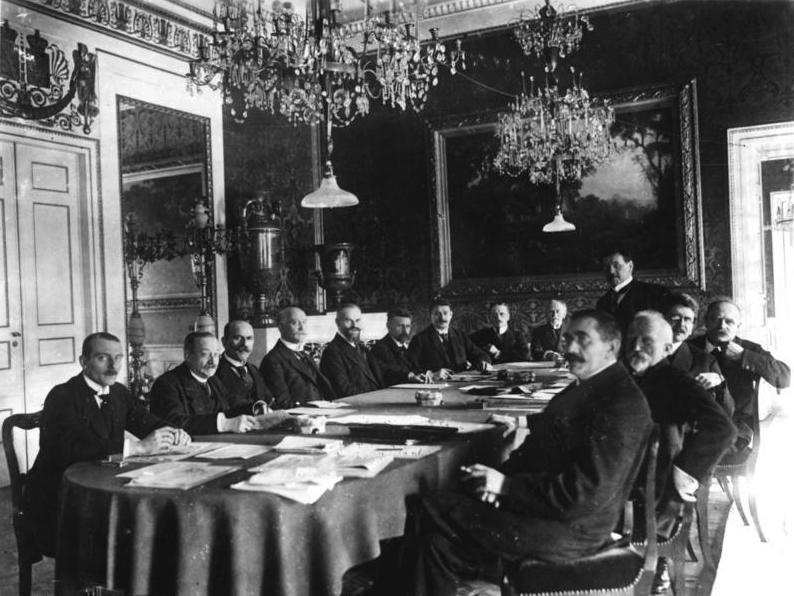
Первое заседание кабинета Шейдемана 13 февраля 1919 года в Веймаре. Слева направо: Ульрих Раушер, Роберт Шмидт, Ойген Шиффер, Филипп Шейдеман, Отто Ландсберг, Рудольф Виссель, Густав Бауэр, Ульрих фон Брокдорф-Ранцау, Эдуард Давид, Гуго Прейсс (стоит), Йоханнес Гисбертс, Йоханнес Белль, Георг Готгейн, Густав Носке

- Zur preussischen Verwaltungsreform, 1910
- Deutschlands republikanische Reichsverfassung, 1921
- Um die Weimarer Reichsverfassung, 1924
- Staat, Recht und Freiheit. Aus vierzig Jahren deutscher Politik und Geschichte, Tübingen 1926 (Gesammelte Aufsätze von Hugo Preuß, hrsg. von Theodor Heuss)